# Adriaen Backer
Adriaen Backer (Amsterdam, c. 1635-1684) va ser un pintor barroc neerlandès especialitzat en retrats. Nebot i potser deixeble de Jacob Adriaensz Backer (1608-1651), consta un viatge a Itàlia on se'l documenta el 1666. Un any més tard estava a Amsterdam, on va contraure matrimoni amb Elsje Colyn el 27 d'agost de 1669, quan va dir tenir 33 anys. El 1675 va rebre com a deixeble al pintor polonès Christoffel Lubieniecki (1659-1729). Va ser enterrat el 23 de maig de 1684 a la seva ciutat natal. Pintor de retrats i de retrats de grup al gust neerlandès (Regentis de l'hospici de Amsterdam, Gemäldegalerie (Berlín); Retrat de grup dels inspectors del Collegium Medicum en Amsterdam, Rijksmuseum, Amsterdam Lliçó d'anatomia del professor Frederik Ruysch, Amsterdam Museum), va experimentar també el retrat al·legòric i la pintura religiosa, destacant dins aquest gènere el Judici Final pintat per la sala del consell de l'Ajuntament d'Amsterdam de l'època (Paleis op de Dam) o l′Erecció de la Creu al Museu Amstelkring.